# Abelisauridae
Abelisauridae este un grup de dinozauri din care fac parte Abelisaurus, Aucasaurus și Carnotaurus.
Cel mai mare dintre aceștia era Carnotaurus, care avea fălci  puternice, făcute pentru a rupe carne. Carnotaurus este cunoscut datorită cutelor de piele, capului pătrat și coarnelor (de aici denumirea). Era un alergător de cursă lungă.
Cel mai mic era Aucasaurus. Avea dimensiunile unei mașini și se hrănea cu ouăle și puii sauropodelor, care au trăit acum 84 milioane de ani.
Primul abelisaurid care a apărut a fost Abelisaurus. Acesta vâna  sauropode, ca Agustinia, un sauropod robust ce avea de-a lungul șirii spinării plăci osoase. Toți acești dinozauri au trăit pe teritoriul de astăzi al Argentinei.

## Legături externe
Materiale media legate de Abelisauridae la Wikimedia Commons
- en Abelisauridae at The Theropod Database Arhivat în 21 aprilie 2013, la archive.ph Error: unknown archive URL